# Омар Епс
Омар Хашим Епс (на английски: Omar Hashim Epps) (роден на 20 юли 1973 г.) е американски актьор. Известен е с ролята си на д-р Ерик Форман в сериала „Д-р Хаус“. Играе ролята на агент Джей Мартин Белами в сериала „Възкресение“.

## Личен живот
Има дъщеря на име Айана от предишна връзка. През 2006 г. се жени за певицата Кийша Спайви от R&B групата Тотал. Живеят в Калифорния с дъщеря си К'мари Мей (родена през юли 2004 г.) и сина си Амир (роден на 25 декември 2007 г.).

## Дискография
- Omar Epps Presents... The Get Back (2004)